# Stipa alaica
Stipa alaica är en gräsart som beskrevs av V.K. Pazij. Stipa alaica ingår i släktet fjädergrässläktet, och familjen gräs. Inga underarter finns listade i Catalogue of Life.